# Kimiya Yui
Kimiya Yui (jap. 油井亀美也 Yui Kimiya; ur. 30 stycznia 1970) – japoński astronauta z naboru JAXA 5.

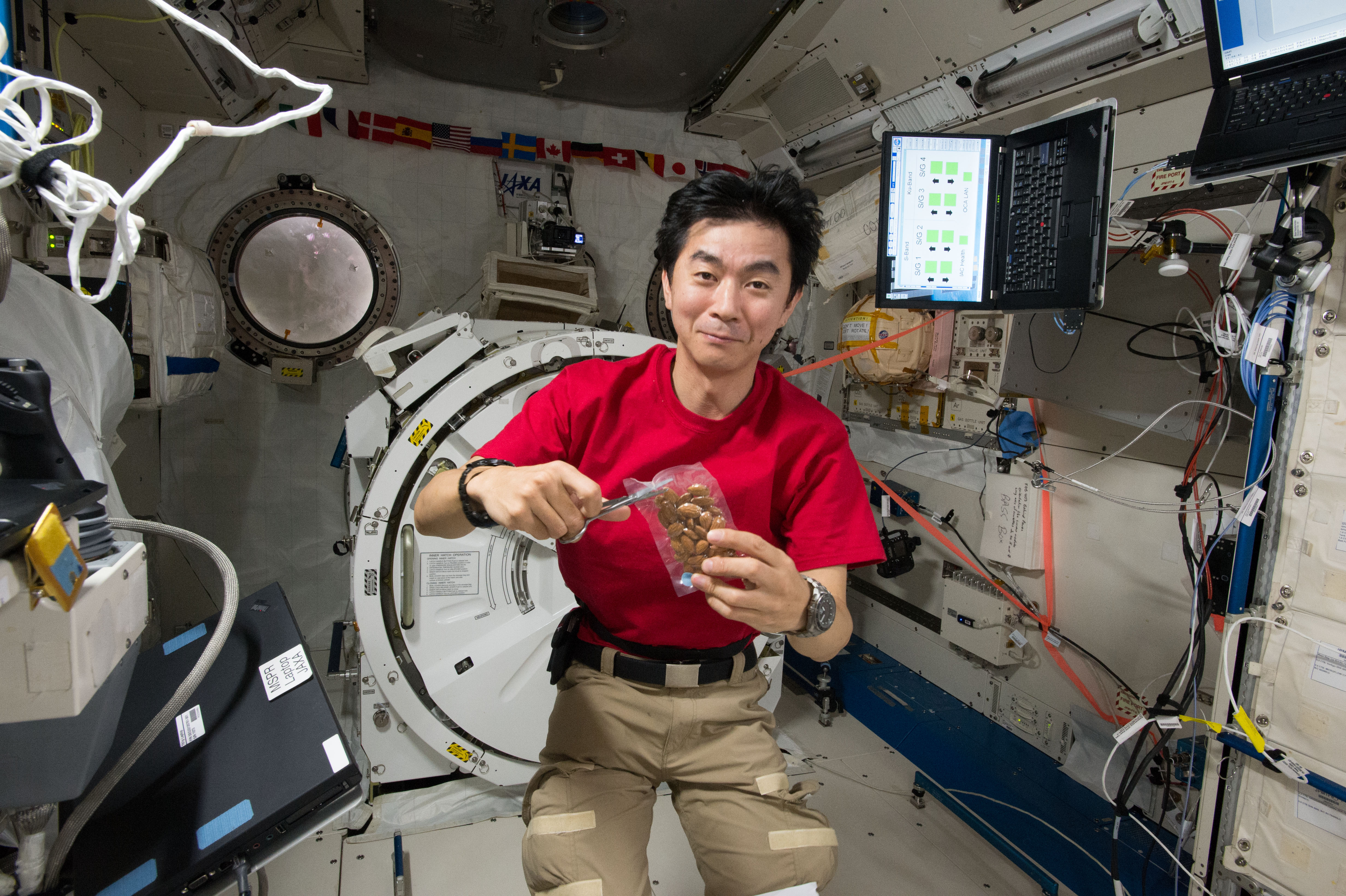
Kimiya Yui w module Kibo stacji ISS

Pochodzi z prefektury Nagano. Ukończył studia w Akademii Obrony Narodowej Japonii w 1992 i wstąpił do Japońskich Powietrznych Sił Samoobrony (JASDF). Był pilotem samolotów F-15 Eagle. Od grudnia 2008 aż do rezygnacji pracował jako podpułkownik w Air Staff Office w JASDF.
W lutym 2009 został wybrany na kandydata na astronautę. W kwietniu tego samego roku wstąpił do agencji JAXA oraz rozpoczął około dwuletnie szkolenie astronautyczne w NASA. W lipcu 2011 został certyfikowanym astronautą Międzynarodowej Stacji Kosmicznej (ISS).
W październiku 2012 otrzymał przydział do Ekspedycji 44/45 na ISS. W kosmos wystartował 22 lipca 2015 na pokładzie statku Sojuz TMA-17M. Na Ziemię powrócił 11 grudnia 2015 tym samym statkiem. Lot trwał 141 dni 16 godzin i 9 minut.
W listopadzie 2016 został szefem grupy astronautów JAXA.
Stowarzyszenie Uczestników Lotów Kosmicznych (Association of Space Explorers) przyznało mu Universal Astronaut Insignia za lot orbitalny (nr 539).